# Сохань, Михаил Дмитриевич
Михаил Дмитриевич Сохань (11 января 1914, Зима, Иркутская область — 1980) — советский партийный деятель, журналист и писатель. В годы Великой Отечественной войны — партизан Крыма, комиссар 10-го отряда 7-й бригады Южного соединения. В 1944—1947 годах главный редактор ялтинской газеты «Сталинское знамя» (ныне Крымская газета). Именем М. Д. Соханя названа улица в Ялте.

## Биография
Родился 11 января 1914 года на станции Зима Иркутская область. Писал заметки для газеты «Красный Крым».
С лета 1942 года по осень 1943 года в Ялте действовала Южнобережная подпольная организация, руководил которой бывший майор Красной Армии Андрей Игнатьевич Казанцев. Подпольщики собирали разведданные для Черноморского флота, устраивали диверсии и выпускали подпольную газету «Крымская правда». Редактором, автором большинства статей и печатником (шрифты выстругал из дерева) был Казанцев, среди помощников — Александр Лукич Гузенко, его жена Татьяна Полякова, бывший собкор «Красного Крыма» (ныне Крымская правда) Михаил Дмитриевич Сохань. Бумагу доставали разными способами, однажды даже напечатали номер поверх плаката с портретом Гитлера, развесили по городу: издали виден портрет, вблизи — текст подпольной газеты. Печатали газету в заброшенном здании санатория (по другим данным в доме Гузенко-Поляковых). Тушь и бумагу приходилось добывать к каждому выпуску. Первый номер вышел 6 июля 1943 года. Почти в каждом номере печатали сводки Совинформбюро, к праздникам выпускали спецвыпуски — в честь XXVI годовщины Великого Октября, XXVI годовщины Красной Армии. 15 сентября 1943 года в обращении «К народам Крыма» писали: «Товарищи! Ещё раз весь мир убеждается в могуществе нашей Красной Армии (лишь недавно победоносно завершилась Курская битва). Близок тот день, когда фашистские псы будут изгнаны из пределов Крыма». Шофёры-подпольщики прятали номера в скаты автомобилей и доставляли по Крыму.
Когда в октябре 1943 над организацией нависла угроза провала подпольщики вместе с семьями ушли в лес. Был сформирован 10-й Ялтинский партизанский отряд, командиром которого был назначен Казанцев. В отряде сформировался большой гражданский лагерь. Весной 1944 года когда Казанцев был назначен начальником штаба 7-й бригады Южного соединения партизанского движения Крыма. Командиром отряда стал старший лейтенант Иван Васильевич Крапивный, а комиссаром — Михаил Дмитриевич Сохань. 10-й Ялтинский партизанский отряд принял участие и в освобождении Ялты 16 апреля 1944 года.
Первый номер ялтинской газеты «Сталинское знамя» (ныне Крымская газета), вышедший ещё до полного освобождения Крыма от фашистских войск, в апреле 1944 года, подписал комиссар 10-го ялтинского партизанского отряда Михаил Дмитриевич Сохань. В архиве редакции сохранился датированный 17 апреля 1944 года первый его приказ о возобновлении выпуска газеты. Сохань пробыл на посту главного редактора в апреле 1944 — январе 1947 года.
В 1960-х годах начальник Крымского отдела объединения Союзпечать. Умер в 1980 году.

## Награды
Медаль «Партизану Отечественной войны» II степени; Медаль «За победу над Германией в Великой Отечественной войне 1941—1945 гг.»

## Память
Имя Соханя носит одна из улиц Ялты.